# Longarm
Pour le personnage de Transformers, voir Shockwave (Transformers).
Longarm est un téléfilm américain réalisé par Virgil W. Vogel diffusé en 1988.

## Fiche technique
- Réalisation : Virgil W. Vogel
- Scénario : David Chisholm
- D'après le roman de Tabor Evans
- Production : 
  - Producteur exécutif : David Chisholm
- Photographie : Robert C. Jessup
- Sociétés de production : Charles E. Sellier Productions et Universal TV
- Duréé : 73 minutes
- Pays : États-Unis
- Langue : Anglais
- Format : Couleur
- Lieux de tournage : Chama, Nouveau-Mexique, États-Unis
- Genre : Western
- Date de diffusion : 
  -  États-Unis : 6 mars 1988

## Distribution
- Daphne Ashbrook : Pearl
- Rene Auberjonois : Gov. Lew Wallace
- Diedrich Bader
- Lee de Broux : Pat Garrett
- John Dennis Johnston
- Whitney Kershaw : Miss Barnett
- John Laughlin (en) : Codie Branch
- John Quade
- Jay Rasumny : Shotgun
- Deborah Dawn Slaboda : Tyler
- John Terlesky : Deputy US Marshal Custis Long
- Malachi Throne : Blalock
- Shannon Tweed : Crazy Sally
- John Walker : Wrangler (comme Johnny Walker)
- Noble Willingham